# János Garay (schermidore)
János Garay (Budapest, 23 febbraio 1889 – Campo di concentramento di Mauthausen-Gusen, 3 maggio 1945) è stato uno schermidore ungherese, vincitore di una medaglia d'oro, una d'argento ed una di bronzo nella scherma ai Giochi olimpici.
Era il padre di Juan Garay ed il suocero di Valéria Gyenge.

## Palmarès
In carriera ha ottenuto i seguenti risultati:
- Giochi olimpici:

Parigi 1924: argento nella sciabola a squadre e bronzo nella sciabola individuale.
Amsterdam 1928: oro nella sciabola a squadre.
- Mondiali di scherma

Ostenda 1925: oro nella sciabola individuale.
Liegi 1930: oro nella sciabola a squadre.